# Борунь, Кшиштоф
Кшиштоф Борунь (пол. Krzysztof Boruń; 29 ноября 1923, Ченстохова — 22 мая 2000, Варшава) — польский писатель-фантаст, публицист и педагог.
Родился в 1923 году в городе Ченстохова. С 1943 по 1946 год работал учителем физики и математики, потом стал журналистом. Был одним из основателей Польского астронавтического общества и Польского кибернетического общества, с 1950 года член Польского общества астрономов-любителей. В 1953 году вместе с А. Трепкой написал свою первую книгу НФ-роман «Погубленное будущее». В 1956 году вышла вторая часть трилогий: «Проксима», в 1957 третья: «Космические братья».

### Научная фантастика
- Погубленное будущее (Zagubiona przyszłość) — 1953, соавтор: Анджей Трепка
- Проксима (Proxima) — 1955, Анджей Трепка
- Космические братья (Kosmiczni bracia) — 1959, соавтор: Анджей Трепка
- Антимир (Antyświat) — 1960
- Восьмой круг ада (Ósmy krąg piekieł) — русский перевод 1966[2], польское издание 1978
- Грань бессмертия (Próg nieśmiertelności) — русский перевод 1967[3], польское издание 1975
- Прежде, чем умру… (Zanim umrę) — русский перевод 1974[4] (радиосценарий)
- Токката (Toccata) — 1980
- Маленькие зеленые человечки (Małe zielone ludziki) — 1985
- Человек туман (Człowiek z mgły) — 1986
- Ясновидящий инженер Шарк (Jasnowidzenia inżyniera Szarka) — 1990

### Статьи
- Почему я стал фантастом, «Иностранная литература» 1967, № 1
- Покой нам только снится, «Техника молодёжи» 1978, № 11